# Lael Gregory
Lael Gregory (23 febbraio 1974) è un ex snowboarder statunitense.

## Biografia
Specializzato nell'halfpipe e attivo in gare FIS dal 1995, Gregory ha debuttato in Coppa del Mondo il 3 febbraio dello stesso anno, ottenendo subito il primo podio, nonché la prima vittoria, imponendosi a San Candido. Nella stessa stagione si è aggiudicato la Coppa del Mondo di halfpipe.
In carriera non ha mai preso parte a rassegne olimpiche, mentre ha gareggiato in una iridata, vincendo l'argento nell'halfpipe nel 1996.

## Palmarès

### Mondiali
- 1 medaglia:
  - 1 argento (halfpipe a Lienz 1996)

### Coppa del Mondo
- Vincitore della Coppa del Mondo di halfpipe nel 1995
- Miglior piazzamento nella Coppa del Mondo generale di freestyle: 78º nel 1997
- 7 podi:
  - 4 vittorie
  - 3 secondi posti

#### Coppa del Mondo - vittorie
| Data             | Luogo          | Paese       | Disciplina |
| ---------------- | -------------- | ----------- | ---------- |
| 20 gennaio 1995  | San Candido    | Italia      | HP         |
| 10 febbraio 1995 | Monte Bachelor | Stati Uniti | HP         |
| 16 febbraio 1995 | Breckenridge   | Stati Uniti | HP         |
| 26 febbraio 1995 | Calgary        | Italia      | HP         |

Legenda:

HP = Halfpipe